# Kępa Mieszczańska
Kępa Mieszczańska (niem. Bürgerwerder) – wyspa na Odrze we Wrocławiu, w zachodniej (dolnej) części jej miejskiego odcinka. Jej teren zaliczany był do osiedla Ołbin, a po wydzieleniu z Ołbina w 1991 osiedla Nadodrze został włączony w jego skład; na zachód od wyspy leży osiedle Szczepin, a na południe od niej – Stare Miasto lokowane jeszcze w średniowieczu. Wyspa leży w obrębie tzw. Śródmiejskiego Węzła Wodnego – Dolnego, otoczona dwoma ramionami Odry: Odrą Południową i Odrą Północną.

## Początki

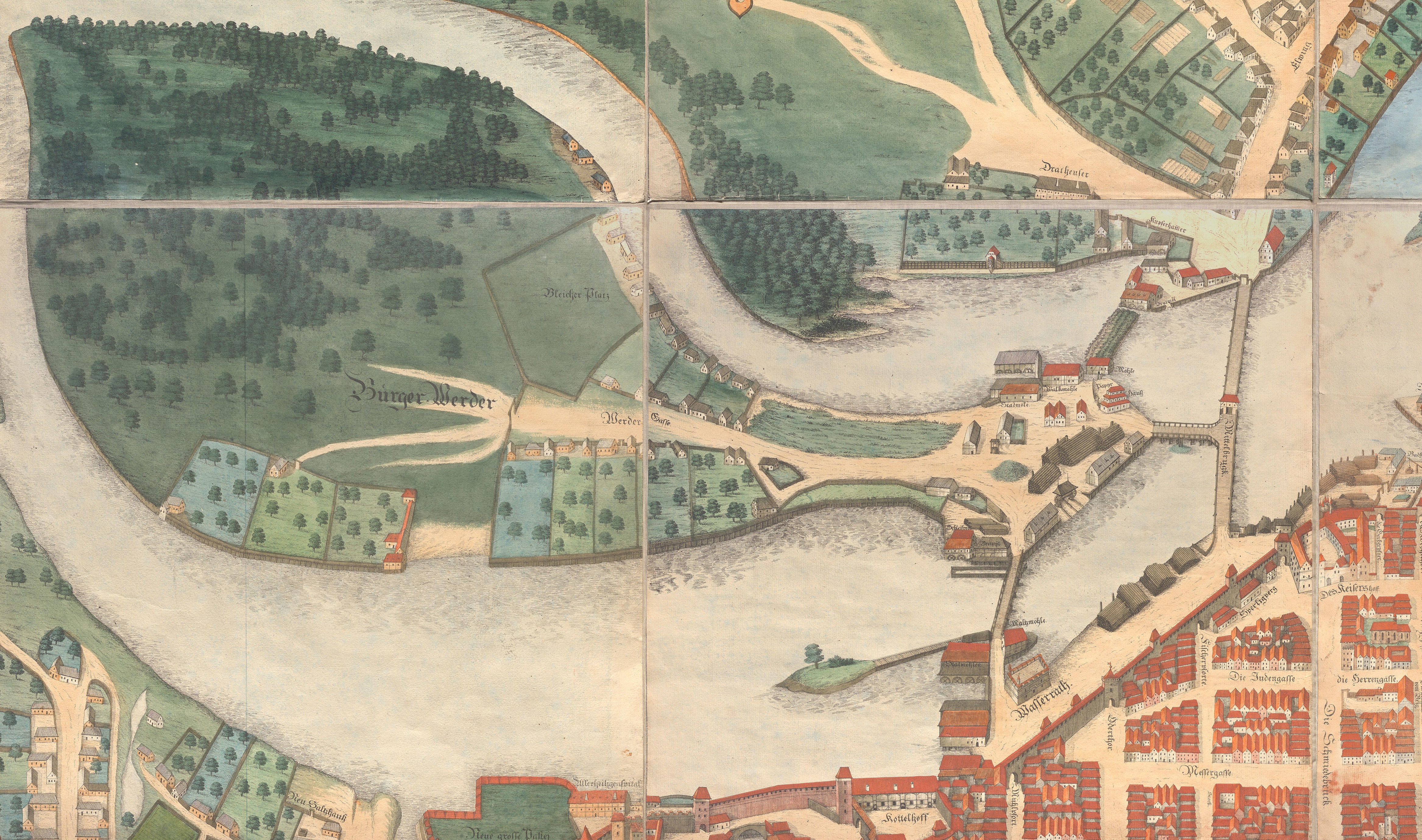
Aksonometryczny plan Wrocławia z 1562, kopia Partscha z 1826 r.

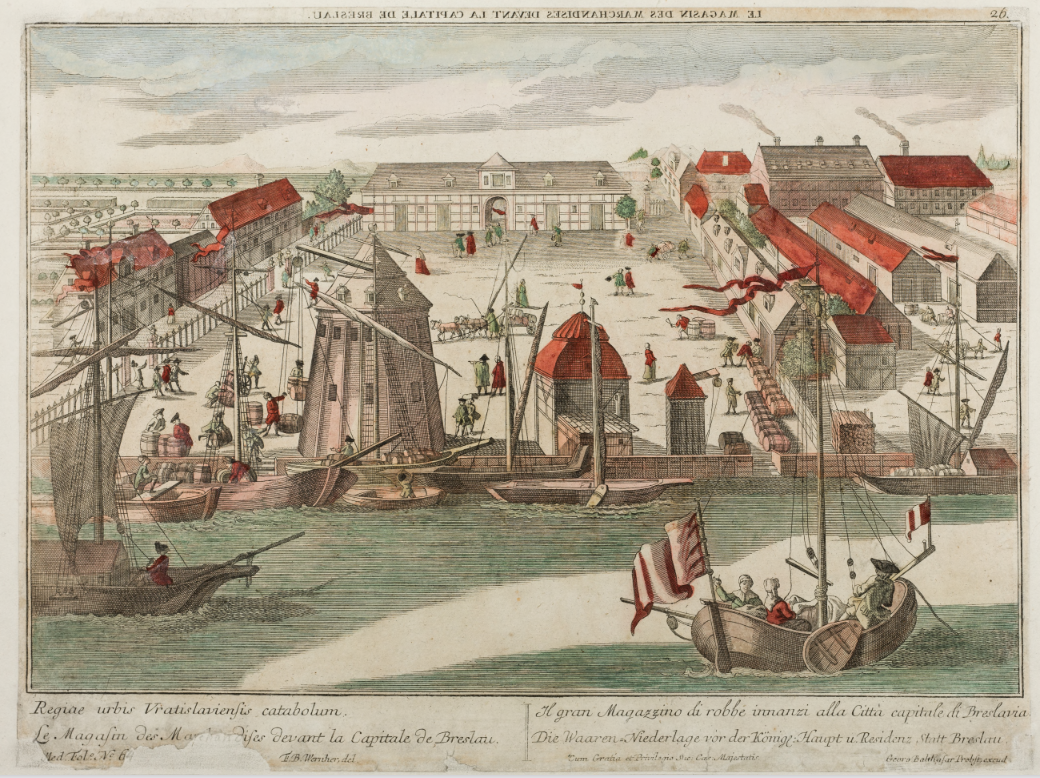
Grafika portu wyładunkowego na Kępie Mieszczańskiej z roku przed 1760.

Wyspa ta, położona poniżej wschodniego zespołu wysp odrzańskich, często zalewana przez powodzie i przez to nienadająca się do zasiedlenia, zaczęła być zagospodarowywana – z początku na wschodnim krańcu – dopiero w XIII wieku. Lokalizowano tu nabrzeża przeładunkowe, składy i magazyny, jak również młyny, później także folusze, słodownie i inne urządzenia średniowiecznego przemysłu, wykorzystujące energię płynącej rzeki. W 1334 krakowski kupiec i bankier, Mikołaj Wierzynek podpisał z radą miejską Wrocławia umowę na finansowanie na Kępie Mieszczańskiej budowy młynów, w zamian za co uczestniczyć on miał w zyskach z ich eksploatacji. Pierwsze dwa czternastowieczne młyny zlokalizowane były na miejscu obecnej południowej elektrowni wodnej, u wylotu ul. Kiełbaśniczej.
Kolejne dziesięciolecia przynosiły rozbudowę infrastruktury wyspy, nieustannie przy tym zmienianej, między innymi w związku z realizowanymi w górnym biegu miejskiego odcinka Odry inwestycjami wpływającymi bezpośrednio na stan wód rzeki, zmianami jej koryta tak w górnym, jak i dolnym biegu oraz walką konkurencyjną. Wznoszono jazy, mosty i groble i pogłębiano nurt rzeki. W 1456 zbudowano w rejonie dzisiejszego mostu Pomorskiego Środkowego śluzę (w tym miejscu współcześnie także istnieje śluza), w tym samym czasie przeznaczono nabrzeże ciągnące się w dół rzeki na port. W XV wieku wschodni cypel wyspy otoczono palisadą, w XVI działała tu także papiernia, a u wylotu obecnej ulicy Odrzańskiej zlokalizowano pobór wody do miejskiego wodociągu oraz przeniesiony z przeciwległego brzegu rzeki port miejski. Na ówczesnych mapach widać wyraźnie nasycenie infrastrukturą wschodniej części wyspy, gdy tymczasem jej zachodnia część porośnięta wciąż była jeszcze lasem lub zagajnikiem. Pomimo bliskości miasta Kępa Mieszczańska pozostawała długo poza obrębem miejskich fortyfikacji; objęły ją one (częściowo) dopiero w czasie wojny trzydziestoletniej w XVII wieku (rozbudowane także w następnym stuleciu). W tym też okresie powstał na Kępie lazaret, później były tu koszary, m.in. artylerii, oraz wojskowe place ćwiczeń.

## XVII – XVIII wiek
W 1681 wzniesiono przy istniejącej przystani pierwszy duży żuraw portowy, przetrwał on do 1726, a po powodzi, która spustoszyła Kępę w 1736, musiano go już w 1752 ponownie wymienić; w 1768 zastąpiono go większym. W 1707 zbudowano przy przystani pierwsze magazyny i zaczął się kształtować tzw. Packhof (dziś w tym miejscu wciąż znajduje się budynek magazynów). Na mapach z pierwszej połowy XVIII wieku widoczny jest przekop odcinający wschodni cypel Kępy od jej głównej części; wykonano go około 1730 roku w okolicy zbiegu współczesnych ulic Ks. Witolda i Zyndrama z Maszkowic. Powstała w ten sposób dodatkowa wysepka nazywana była „młyńską” i połączona drewnianymi mostkami z resztą Kępy Mieszczańskiej, z południowym brzegiem rzeki w okolicach ul. Kiełbaśniczej oraz z innym mostem, zwanym Długim, od którego wykonane było odgałęzienie w kierunku cypla wyspy. Przekop zlikwidowany został około roku 1807.
W końcu XVIII wieku powstała na południowym brzegu Kępy klasycystyczna rafineria cukru należąca do przedsiębiorcy Johannesa Gotlieba Gölnera, później podwyższona i przebudowana – obecnie mieści magazyny Herbapolu. W 1791 Gölner uzyskał zgodę na budowę własnej przystani z żurawiem.

## XIX – XX wiek

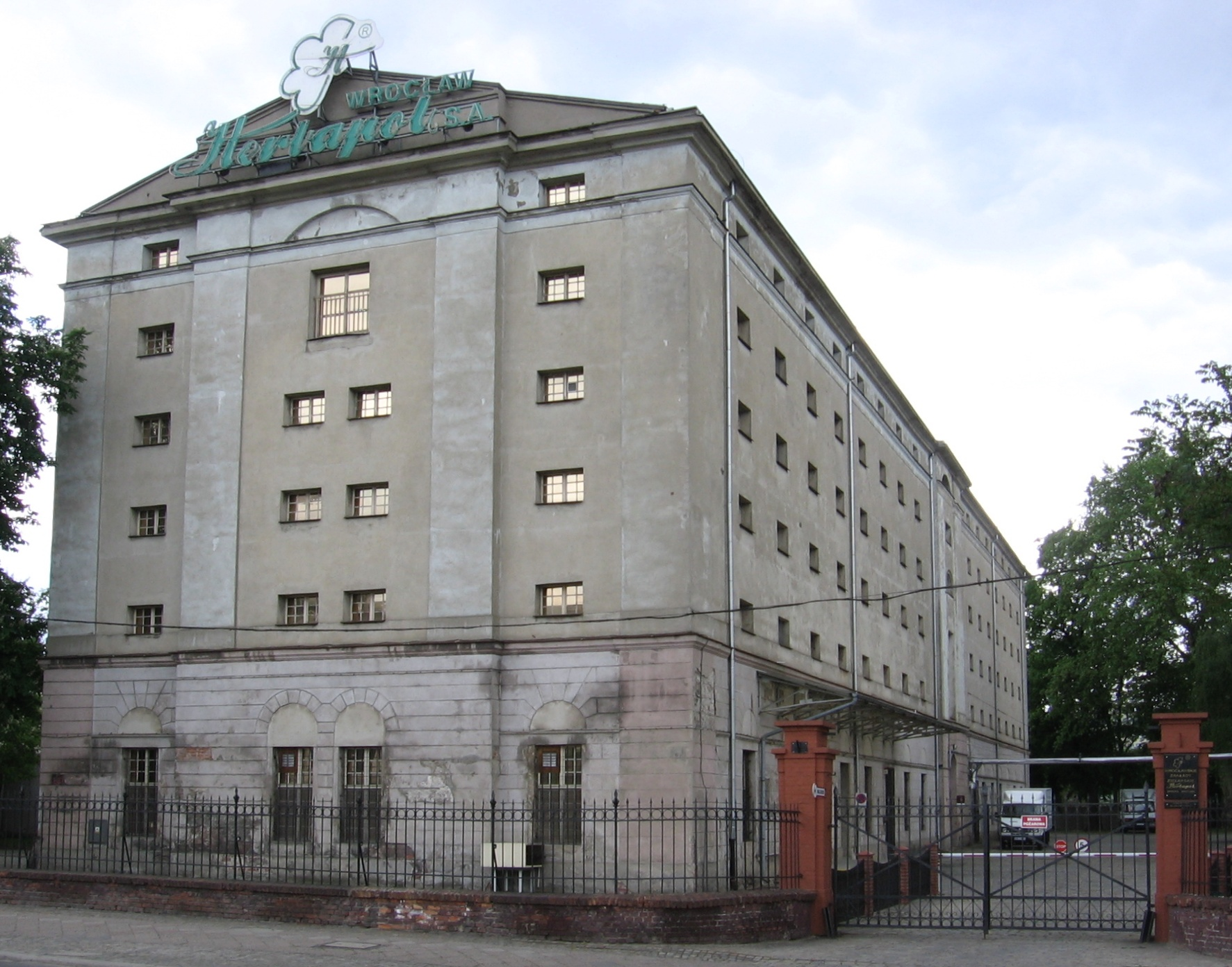
Osiemnastowieczna rafineria cukru (1771-1772, projekt C.G.Langhansa),
dziś magazyny Herbapolu

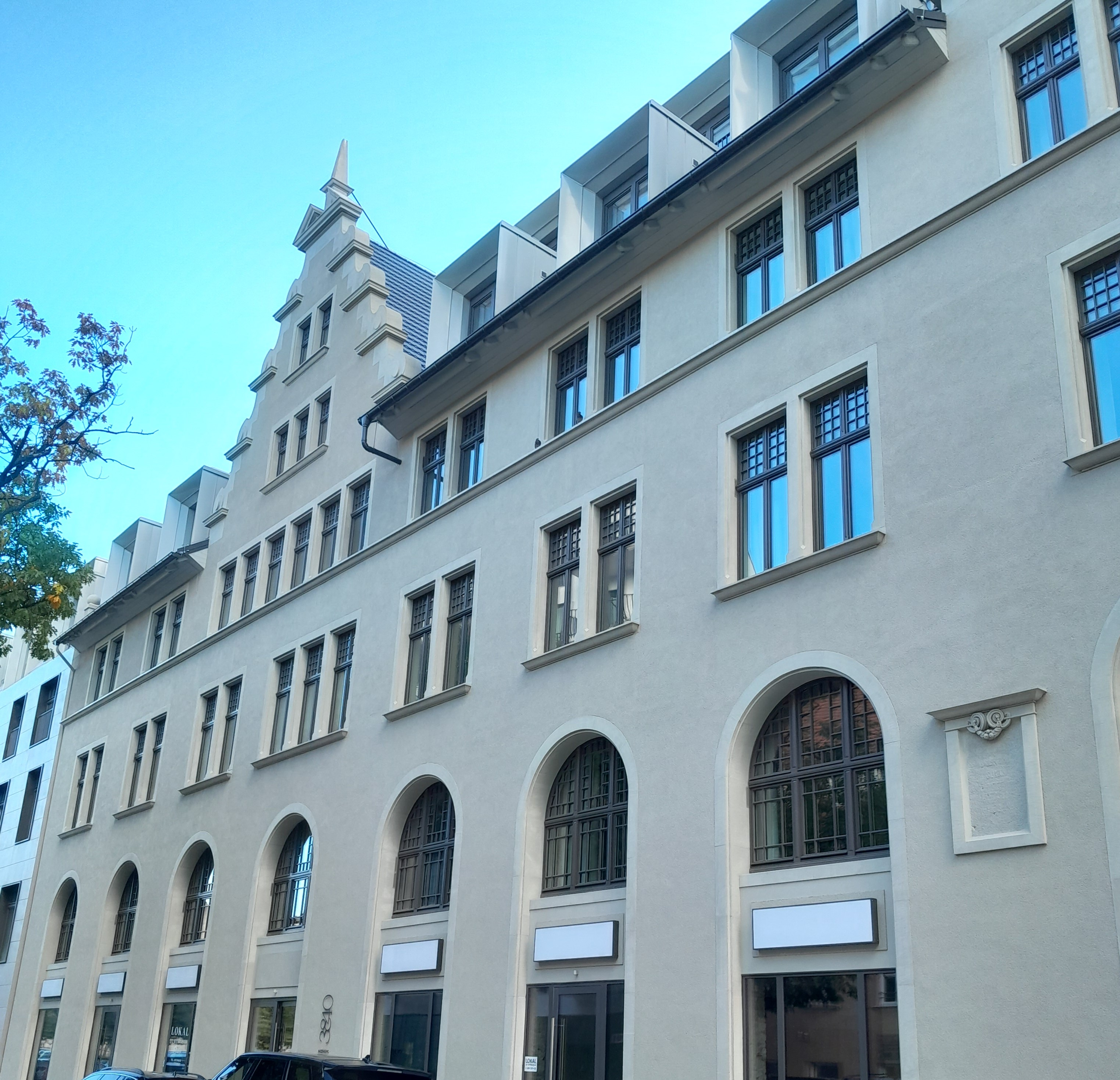
Dawny Główny Urząd Celny,
dziś budynek mieszkalno-usługowy przy ul. Księcia Witolda.

Od połowy XIX wieku znaczenie przemysłowe Kępy Mieszczańskiej zaczęło się zmniejszać, również jej militarna rola (koszary i place ćwiczeń) traciła powoli znaczenie. Rola przeładunkowa portu na Kępie ustępowała nowym portom, mającymi terminale kolejowe, koło dworca Nadodrze oraz na Popowicach i Kleczkowie. Na Kępie Mieszczańskiej zaczęto stawiać najpierw wille, później także wysokie kamienice mieszkalne i budynki administracyjne, zachowano jednak chaotyczną strukturę przestrzenną zabudowy. Z brzegami rzeki Kępa połączona była mostami tylko na wschodnim cyplu; w zachodniej części funkcjonowały w 1. połowie XIX wieku trzy promy, jeden na Odrze Północnej, w miejscu dzisiejszego mostu Mieszczańskiego, dwa na Odrze Południowej – łączący ul. Žižki z ul. Długą oraz położony w dół rzeki od dzisiejszego mostu Dmowskiego, wykorzystywany wyłącznie do transportów wojskowych z koszar na poligon i strzelnicę. W latach 1874–1876 zbudowano mosty Sikorskiego i Mieszczański, likwidując prom na Odrze Północnej, wkrótce poprowadzono przez nie linię tramwajową. Prom przy ul. Žižki działał aż do XX wieku. Część zabudowań koszarowych, które w poprzednich dwóch stuleciach znajdowały się m.in. w trójkącie Dmowskiego – Jagiełły – Witolda (dziś – 2019 – jest to niemal pusty plac z restauracją McDonald’s i stacją benzynową «Orlenu») znalazła inne zastosowanie, m.in. do II wojny światowej znajdował się tam Finanzamt Nord – Urząd Podatkowy „Północ”.

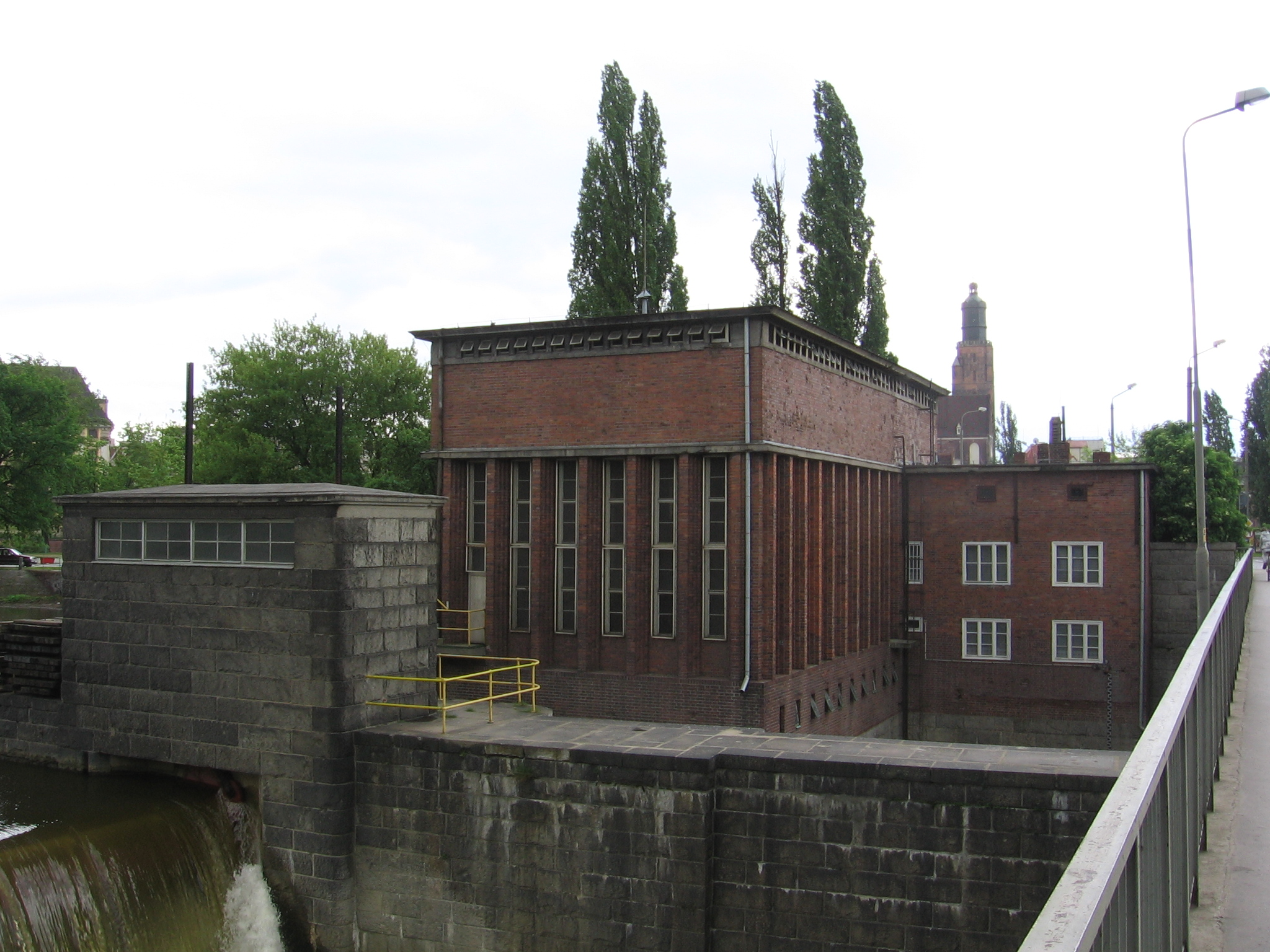
Elektrownia wodna przy północnym brzegu Kępy, koło mostu Pomorskiego

Obecny kształt Kępy Mieszczańskiej zasadniczo utrwalił się ostatecznie pod koniec XIX i na początku XX wieku, kiedy likwidując drewniane mosty Długi i Pomorski przeniesiono je nieco i zastąpiono żeliwnymi kratownicowymi mostami Uniwersyteckimi (1867) oraz kamiennymi Pomorskimi (1879–1904) i kiedy (w latach 20. XX wieku) ostatecznie zlikwidowano istniejące tu młyny (Przedni, Średni, Nowy, Na Kępie i Pomorski) i folusze, a na ich miejscu wybudowano dolny stopień wodny na Odrze oraz dwie elektrownie wodne – na południowej i północnej odnogach rzeki, opływających Kępę z obu stron. Elektrownie te – elektrownia północna (z dwiema turbinami po 500 kVA) i elektrownia południowa (2×800 kVA) funkcjonują do dziś. W 1930 przerzucono z Kępy Mieszczańskiej na północny brzeg rzeki (obok elektrowni północnej) jeszcze jeden most – Pomorski Północny, a krótko potem poszerzono most Uniwersytecki, nadając mu formę spłaszczonych łuków blachownicowych.

## po 1945
Zabudowa Kępy Mieszczańskiej uległa zrujnowaniu w czasie oblężenia Festung Breslau na początku 1945. Zachowało się niewiele kamienic oraz część zabudowań administracyjnych i koszarowych. Po wojnie część koszar wykorzystywały jednostki pomocnicze Wojska Polskiego, a część zabudowań – przy głównej ulicy Kępy, noszącej przed wojną nazwę Werderstraße („ulica Na Kępie”) – przejęły jednostki Milicji Obywatelskiej. Funkcjonariusze milicji nazwali tę ulicę – na cześć pierwszego komendanta głównego MO generała Franciszka Jóźwiaka, pseudonim „Witold” – ulicą Witolda; nazwa przyjęła się (pojawia się na planach z 1946 jako ul. generała Witolda), a władze miasta, akceptując stosowaną nazwę z jednej strony, ale z drugiej nie chcąc nadawać patrona spośród osób żyjących, formalnie nazwały tę ulicą imieniem Księcia Witolda. Również sąsiednie ulice nazwano imionami uczestników bitwy pod Grunwaldem – Władysława Jagiełły, Zyndrama z Maszkowic oraz Jana Žižki. Zrujnowana zabudowa Kępy Mieszczańskiej doskonale nadawała się do kręcenia filmów wojennych – m.in. na ul. Witolda kręcono w 1964 plenery do filmu reżyserii Stanisława Lenartowicza Giuseppe w Warszawie. W kolejnych latach tutejsza zabudowa, na ogół pozbawiona dostatecznej konserwacji, ulegała systematycznie degradacji. Większość budynków została rozebrana, zachowało się ich na Kępie tylko kilka.
W latach 70. XX wieku na zachód od Mostu Pomorskiego Północnego powstało sztuczne lodowisko, nazwane – na wzór warszawskiego Torwaru i katowickiego Torkatu – „Torpiast”. Lodowisko to zlikwidowano w latach 90., planując budowę tam multikina; do budowy jednak nie doszło.

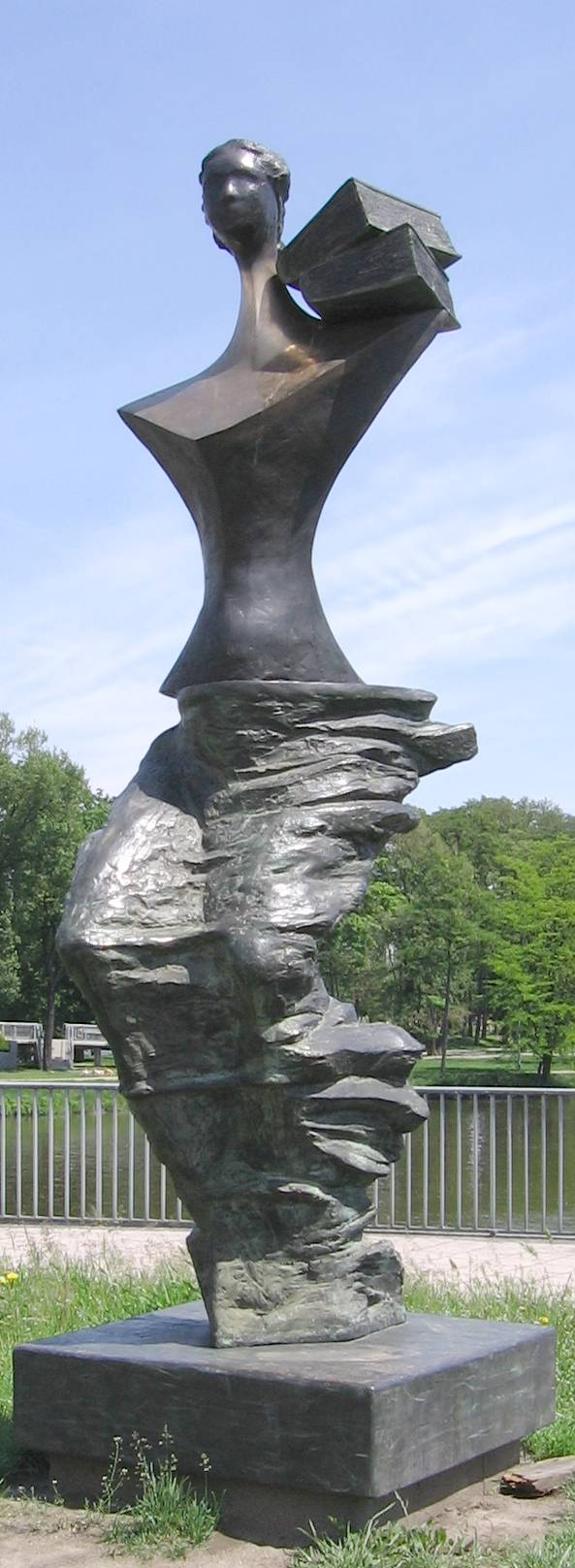
„Powodzianka”, widok od zachodu

W 1992 na zachodnim krańcu Kępy wybudowano most Romana Dmowskiego, a w 1997 obok starego wąskiego mostu Mieszczańskiego postawiono drugi, szerszy, o znacznie większej przepustowości komunikacyjnej. Kępa Mieszczańska połączona jest więc z resztą miasta pięcioma zespołami mostów: Uniwersyteckimi (Północnym i Południowym), Pomorskimi (w skład tego zespołu wchodzą Północny, Środkowy i Południowy), Mieszczańskimi (Starym i Nowym), mostem Sikorskiego i mostem Dmowskiego. Po tych inwestycjach drogowych znaczenie dotychczasowej głównej ulicy wyspy, Księcia Witolda, znacznie zmalało. Centrum wyspy zajął węzeł komunikacyjny – skrzyżowanie ulic Jagiełły z Dmowskiego, łączących mosty Mieszczańskie z mostem Dmowskiego i Sikorskiego. Tereny na południe od nowej głównej osi komunikacyjnej Kępy, ul. Dmowskiego, od początku XXI wieku przeznaczane są pod zabudowę nowoczesną mieszkalną: powstają tam m.in. apartamentowce. Północna część Kępy Mieszczańskiej pozostała jednak wciąż chaotycznie zabudowana składami i warsztatami do końca pierwszej dekady XXI wieku.
Powódź tysiąclecia w lipcu 1997 nie ominęła Kępy Mieszczańskiej: zalania uniknęła tylko jej wschodnia część. Na skrajnym wschodnim cyplu Kępy, rozdzielającym mosty Uniwersyteckie Północny i Południowy, rok po katastrofie odsłonięto pomnik nazywany „Powodzianką”, czasem „Bibliotekarką”, na pamiątkę ofiarności mieszkańców miasta, którzy skutecznie uchronili przed zniszczeniem historyczny dorobek miasta, a w tym – między innymi zasoby pobliskiej Biblioteki Uniwersyteckiej.
We wschodniej części Kępy Mieszczańskiej, naprzeciwko gmachu Uniwersytetu Wrocławskiego w 1894 wybudowano łaźnię miejską. Zburzono ją po wojnie, a później na jej miejscu pod koniec XX wieku mieściła się restauracja, częściowo na pokładzie przycumowanego do brzegu wyspy statku. Nosiła przez pewien czas nazwę „Między Mostami” (z powodu położenia między mostami Pomorskim a Uniwersyteckim); później, kiedy zaczęto ją wykorzystywać w programach reality show „Bar” zmieniono jej nazwę na „Bar”. W maju 2006 została zburzona i wybudowano w tym miejscu kompleks żeglarski – mariny.
Po roku 2010 nastąpił proces intensywnej zabudowy Kępy Mieszczańskiej inwestycjami mieszkalno-usługowymi. W południowej części wyspy część obiektów zabytkowych wzdłuż ul. Księcia Witolda (dawne budynki piekarni garnizonowej, magazynu portowego, urzędu celnego) została odrestaurowana i przebudowana na cele mieszkalne i usługowe. Wzdłuż części południowego wybrzeża wyspy zbudowany został ogólnodostępny bulwar nadrzeczny.